# Ječanje
Ječanje (v izvirniku korejsko 곡성) je južnokorejska nadnaravna psihološka grozljivka iz leta 2016, delo režiserja Na Hong-jina. Zgodba govori o policistu, ki v odročni južnokorejski vasici preiskuje skrivnostne umore in bolezni.
Film je bil tako kritiški kot komercialni uspeh.